# Samsung Galaxy S II
Samsung Galaxy S II är uppföljaren till Galaxy S och presenterades den 13 februari 2011 på Mobile World Congress i Barcelona. Mobilens operativsystem är Android 2.3 Gingerbread. Mobilen är uppgraderingsbar till operativsystemet JB  (Jelly Bean, 4.1.2) enligt Samsung.
Galaxy S II var när den presenterades Samsungs flaggskepp, men ersattes den 3 maj 2012 av Samsung Galaxy S III. De stora skillnaderna mot föregångaren var dels att föregångaren hade en enkel processor medan Galaxy S II var den första telefonen från Samsung med dubbel-kärnig processor. En annan stor skillnad är att skärmen, som på dessa telefoner inte är en LCD utan istället en AMOLED, nu utvecklats och bland annat blivit klart skarpare. Samsung Galaxy S II var en av få smartphones som ansågs kunna konkurrera med Iphone bland annat rent prestandamässigt.